# Base Sandia

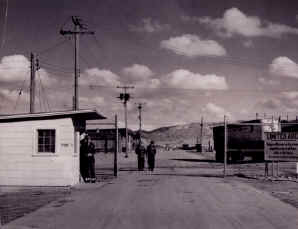
Entrada a la base

## Historia
La Base de Sandía (del inglés: Sandia Base) fue, desde 1946 hasta 1971, la principal instalación de armas nucleares del Departamento de Defensa de Estados Unidos. Estaba situada al sureste de Albuquerque (Nuevo México). Durante veinticinco años, la secreta Base de Sandia y su instalación filial, la Base de Manzano, continuaron con pruebas, investigación, desarrollo, diseño y preparación de armas atómicas puesto en marcha por el Proyecto Manhattan durante la Segunda Guerra Mundial. Fabricación, montaje y almacenamiento de armas nucleares se hizo también en la Base de Sandia. La base jugó un papel clave en la capacidad de disuasión nuclear de Estados Unidos durante la Guerra Fría.

## Coordenadas
35°2′25″N 106°32′59″O / 35.04028, -106.54972
- Datos: Q7416321